# Libeccio (destroyer)
Le Libeccio (fanion « LI ») était un destroyer italien de la classe Maestrale lancé en 1934 pour la Marine royale italienne (en italien : Regia Marina).

## Conception et description
Cette classe, qui comporte quatre unités, est une amélioration de la classe précédente, la classe Folgore (série Dardo classe II). Sa longueur de sa coque est augmentée de 10 mètres pour permettre une meilleure tenue en mer.
Les destroyers de la classe Maestrale étaient d'une conception entièrement nouvelle destinée à corriger les problèmes de stabilité de la classe Folgore précédente. Ils avaient une longueur entre perpendiculaires de 101,6 mètres et une longueur hors tout de 106,7 mètres. Les navires avaient une largeur de 10,15 mètres et un tirant d'eau moyen de 3,31 mètres et de 4,3 mètres à pleine charge. Ils déplaçaient 1 640 tonnes à charge normale et 2 243 tonnes à pleine charge. Leur effectif en temps de guerre était de 190 officiers et hommes de troupe.
Le Libeccio était propulsé par deux turbines à vapeur à engrenages Parsons, chacune entraînant un arbre d'hélice à l'aide de la vapeur fournie par un trio de chaudières à trois tambours. Les turbines étaient conçues pour produire 44 000 chevaux-vapeur sur l'arbre (33 000 kW) et une vitesse de 32-33 nœuds (59-61 km/h) en service, bien qu'elles aient atteint des vitesses de 38-39 nœuds (70-72 km/h) pendant leurs essais en mer alors qu'elles étaient légèrement chargées. Les navires transportaient suffisamment de mazout pour avoir une autonomie de 2 600 à 2 800 milles nautiques (4 800 à 5 200 km) à une vitesse de 18 nœuds (33 km/h) et de 690 milles nautiques (1 280 km) à une vitesse de 33 nœuds (61 km/h).
La batterie principale du Libeccio était composée de quatre canons de 120 millimètres et de 50 calibres dans deux tourelles jumelées, une à l'avant et une à l'arrière de la superstructure. Au milieu du navire se trouvait une paire de canons à obus éclairants de 120 millimètres et de 15 calibres. La défense antiaérienne (AA) des navires de la classe Maestrale était assurée par quatre mitrailleuses Breda Model 1931 de 13,2 millimètres. Ils étaient équipés de six tubes lance-torpilles de 533 millimètres (21 pouces) dans deux supports triples au milieu du navire. Bien que les navires ne soient pas dotés d'un système de sonar pour la lutte anti-sous-marine, ils sont équipés d'une paire de lanceurs de grenades sous-marines. Les Maestrales peuvent transporter 56 mines.

## Construction et mise en service
Le Libeccio est construit par le chantier naval de Riva Trigoso, frazione de Gênes en Italie, et mis sur cale le 29 septembre 1931. Il est lancé le 4 juillet 1934 et est achevé et mis en service le 23 novembre 1934. Il est commissionné le même jour dans la Regia Marina.

## Histoire du service
En 1937-1938, le Libeccio participe à la guerre civile espagnole. En 1937, en particulier, le destroyer, avec ses 3 navires-jumeaux (sister ships) Maestrale, Grecale, Scirocco et de nombreuses autres unités, est basé à Tanger, avec la tâche de contrôler le trafic naval lié à la guerre civile espagnole.
En 1939, le navire participe aux opérations de débarquement en Albanie lors de l'invasion de l'État balkanique (opération "OMT", c'est-à-dire "Oltremare Tirana"). Le Libeccio, avec le Grecale et le Scirocco, fait partie du IIIe groupe, commandé par l'amiral Arturo Riccardi et ayant pour objectif Valona, composé des cuirassés Giulio Cesare et Conte di Cavour, du destroyer Saetta, des torpilleurs Cigno, Castore, Centauro et Climene, du mouilleur de mines Azio, du pétrolier militaire Isonzo et du transport de troupes Sannio.
Entre 1939 et 1940, le Libeccio, ainsi que ses navires-jumeaux, subissent des travaux de modification de l'armement : les deux mitrailleuses simples Vickers-Terni 1917 de 40/39 mm et les deux mitrailleuses jumelles de 13,2/76 mm sont éliminées et remplacées par six mitrailleuses simples Breda de 20/65 mm Modèle 35, plus modernes, et deux lanceurs de grenades sous-marines sont également embarquées].
Au moment de l'entrée de l'Italie dans la Seconde Guerre mondiale, le 10 juin 1940, le Libeccio forme le Xe escadron de destroyers avec ses navires-jumeaux Maestrale, Grecale et Scirocco. Cette formation est affectée à la IIe division de croiseurs, composée des croiseurs légers Giovanni delle Bande Nere e Bartolomeo Colleoni, dans le cadre de la IIe escadre navale, basée à La Spezia.
Pendant la guerre, le destroyer est employé à la fois avec la force de combat et dans l'activité d'escorte des convois pour l'Afrique du Nord.
Le même 10 juin 1940, les quatre unités du Xe escadron, ainsi que les croiseurs lourds de la IIIe division (Pola, Trento et Bolzano), quittent Messine pour la première mission de la guerre, une recherche infructueuse d'unités ennemies.
Du 2 au 4 juillet 1940, le Libeccio est en mer avec ses navires-jumeaux, les croiseurs légers Bande Nere et Colleoni, la Ire division (croiseurs lourds Zara, Fiume et Gorizia) et le IXe escadron de destroyers (Alfieri, Oriani, Gioberti, Carducci) en fonction d'escorte indirecte d'un convoi revenant de Libye (transports de troupes Esperia et Victoria, escortés par les torpilleurs Procione, Orsa, Orione et Pegaso sur la route Tripoli-Naples).
Le 6 juillet, le Libeccio fait partie de l'escorte du premier grand convoi vers la Libye (opération "TCM") : le convoi, parti de Naples à 19h45, est composé des transports de troupes Esperia et Calitea (avec respectivement 1 571 et 619 hommes à bord) et des cargos modernes Marco Foscarini, Vettor Pisani et Francesco Barbaro (transportant au total 232 véhicules, 5 720 t de carburant et de lubrifiants et 10 445 tonnes d'autres matériels), avec l'escorte, outre les quatre unités des destroyers du Xe escadron, des croiseurs légers Bande Nere et Colleoni et des torpilleurs du XIVe escadron (Procione, Orsa, Orione, Pegaso),. Les navires sont arrivés à leur destination de Benghazi sans aucun problème le 8 juillet.
Après son retour à Augusta, le Xe escadron part rejoindre les forces navales qui participent à la bataille de Punta Stilo le 9 juillet, dans laquelle, cependant, cette formation ne joue pas un rôle majeur.
Le 27 juillet, le Libeccio et ses navires-jumeaux quittent Catane et rejoignent l'escorte du convoi de Naples à Tripoli pendant l'opération "Trasporto Veloce Lento" (les navires marchands Maria Eugenia, Gloriastella, Mauly, Bainsizza, Col di Lana, Francesco Barbaro et Città di Bari, qui quittent Naples à 5h30 du 27 juillet avec l'escorte des torpilleurs Orsa, Procione, Orione et Pegaso). Les navires atteignent Tripoli sains et saufs à 9h45 le 1er août, après une attaque infructueuse, à 14h le 30 juillet, à une vingtaine de milles nautiques (38 km) au sud de Capo dell'Armi, par le sous-marin britannique HMS Oswald (N58), qui est ensuite coulé par le destroyer Ugolino Vivaldi,. Les torpilles, repérées par le Grecale, manquent le Col di Lana..
Le 9 août 1940, le destroyer, ainsi que ses 3 navires-jumeaux, posent un champ de mines au large de Pantelleria.
Le 11 novembre, le Libeccio est à la base de Tarente. Pendant l'attaque à la torpille britannique de la nuit suivante (Bataille de Tarente), une bombe touche le destroyer en ouvrant un grand trou à bâbord, en correspondance de l'unité de 120 mm à double canon, à la hauteur de la première rangée de hublots (donc bien au-dessus de la ligne de flottaison). L'obus n'a pas explosé, et le Libeccio s'en sort avec de très légers dommages,.
Le 8 février 1941, le destroyer appareille de La Spezia avec les autres unités du Xe escadron, le XIIIe escadron (Granatiere, Bersagliere, Fuciliere, Alpino) et les cuirassés Vittorio Veneto, Cesare et Doria pour intercepter la formation britannique dirigée vers Gênes pour bombarder cette ville. Le lendemain, l'escadron italien rejoint la IIIe division de croiseurs (Trento, Trieste, Bolzano) qui, avec les destroyers Carabiniere et Corazziere, partit de Messine, mais il ne peut ni empêcher le bombardement, ni identifier les navires britanniques,.
Le 14 avril 1941, le Libeccio, alors qu'il escorte un convoi dans lequel se trouve le navire rapide Esperia, est éperonné par ce dernier lors d'un virage (ou peut-être une manœuvre pour éviter les torpilles lancées par un sous-marin ennemi) . Dans la collision, le destroyer perd sa poupe et doit retourner à Palerme remorqué par le torpilleur Orione,.
Des réparations sont effectuées à Gênes et à Naples, jusqu'en août.
Au matin du 8 novembre 1941, le Libeccio, sous le commandement du capitaine de frégate (capitano di fregata) Corrado Tagliamonte, appareille de Naples pour rejoindre l'escorte du convoi "Beta", également connu sous le nom de "Duisburg". Ce convoi, formé par les transports Duisburg, San Marco, Sagitta, Maria, Rina Corrado, Conte di Misurata et Minatitlan (avec à bord un total de 34 473 tonnes de fournitures, 389 véhicules, 243 hommes) se dirige vers Tripoli avec l'escorte des destroyers Maestrale, Grecale, Fulmine, Euro et Alfredo Oriani (auxquels s'ajoutent, comme escorte indirecte, également les croiseurs lourds Trento et Trieste et les 4 destroyers du XIIIe escadron),. Les navires marchands partent de Naples (Duisburg, San Marco, Maria, Minatitlan, Sagitta) et de Messine (Rina Corrado et Conte di Misurata') aux premières heures du 7 novembre, pour se rassembler et être rejoints par les navires de l'escorte directe, dont le Libeccio, à 4h30 le 8 novembre, au sud du détroit de Messine.

À 16h40 (selon les rapports italiens ou à 13h55 (selon les rapports britanniques), le convoi est repéré par un avion-éclaireur Martin Maryland de Malte, et n'est pas attaqué par l'escorte aérienne (huit avions italo-allemands survolant en permanence le convoi), à environ quarante milles nautiques (74 km) à l'est du cap Spartivento. Au cours de la nuit suivante, le convoi est donc attaqué (bataille du convoi de Duisburg) et détruit par la Force K britannique (croiseurs légers HMS Aurora (12) et Penelope et destroyers HMS Lance (G87) et HMS Lively (G40)). Tous les marchands et le Fulmine sont coulés, tandis que le Grecale est sérieusement endommagé. La bataille se poursuit de 00h57 (heure d'ouverture du feu par les unités britanniques, qui ont repéré le convoi à 00h40) à 2h06. Au début de la bataille, le convoi se déplaçait en deux rangées, le Maestrale en tête, les transports en deux colonnes (à tribord, dans l'ordre, Duisburg, San Marco et Conte di Misurata, à bâbord, derrière le Maestrale, Minatitland, Maria et Sagitta. La septième unité, le Rina Corrado, avançait plus en arrière, à mi-chemin entre les deux colonnes) et le Grecale à l'arrière. Le Libeccio et le Oriani protégaient le côté bâbord du convoi, le Euro et la Fulmine le côté tribord.
Au début de la bataille, le commandant de l'escorte, le capitaine de vaisseau (capitano di vascello) Ugo Bisciani, à bord du Maestrale, pensait que l'attaque anglaise venait de bâbord, au lieu de tribord (comme c'était le cas), donc, pendant que le Aurora bombardait le Maestrale, Bisciani amène son navire à l'avant du convoi, à bâbord, en posant des écrans de fumée, et ordonné aux Libeccio et Oriani de faire de même. Les deux unités tentent donc de couvrir les navires marchands avec des écrans de fumée, après quoi, sur les ordres de Bisciani, elles se regroupent autour du Maestrale. Peu après, le Maestrale a son antenne radio enlevée par un tir du Aurora, de sorte que les destroyers restants sont laissés sans ordres. Rejoints par le Euro, les trois destroyers se replient à une dizaine de milles nautiques (19 km) à l'est du convoi pour tenter de se regrouper, puis reviennent à la contre-attaque de manière coordonnée, ouvrant le feu avec leur artillerie mais n'utilisant pas de torpilles, de peur de toucher les navires marchands. Les quatre destroyers, menés par le Maestrale, déposent de nouveaux écrans de fumée et contre-attaquent à plusieurs reprises avec l'artillerie, chaque fois que les unités britanniques deviennent visibles, mais sans réussir à empêcher la destruction totale du convoi. À ce moment-là, le Libeccio est touché par un obus mais ne subit que des dommages très mineurs,, car l'obus a traversé la coque de part en part sans exploser.
Une fois la bataille terminée, le navire est le premier à commencer la récupération des naufragés, emmenant en sécurité environ 200 survivants (la plupart du Fulmine). Entre-temps, cependant, le sous-marin britannique HMS Upholder (P37) est arrivé sur les lieux. Le Libeccio, arrêté pour être secouru, est une cible idéale et l'unité ennemie lance ses torpilles contre lui,,.

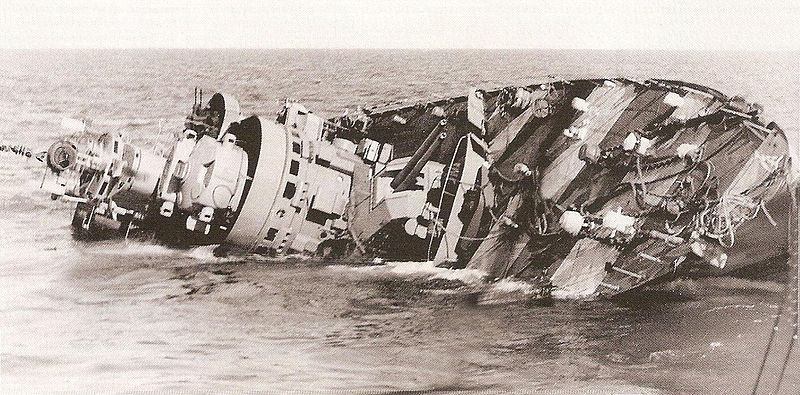
Le Libeccio en train de couler à 11h15 le 9 novembre 1941.

A 6h40 (ou 6h48) le 9 novembre, une torpille du Upholder frappe le Libeccio,. L'explosion a emporté la poupe, faisant de nombreuses victimes parmi les naufragés (pris à la poupe) et les sauveteurs, et laissant le navire immobilisé,. S'enfonçant progressivement, le Libeccio est pris en remorque par le Euro pour tenter de le sauver et de le ramener vers les côtes italiennes, mais c'est totalement inutile. Les cloisons, qui restent endommagées, n'empêchent pas les infiltrations d'eau, ce qui compromet la situation du navire, entraînant l'effondrement des structures internes. Le Euro rejoint le Libeccio afin de transborder son personnel, et quatre heures et demie après le torpillage, l'équipage abandonne le navire (à l'exception du capitaine Tagliamonte, qui, ayant décidé de couler avec son propre navire, reste sur le pont après avoir pris congé de l'équipage et critiqué l'amiral Bruno Brivonesi, commandant de l'escorte indirecte, qu'il tient pour responsable du désastre). Le destroyer, lentement, plonge vers l'arrière, chavire sur tribord et disparaît à 11h18 (ou 11h09) s'élevant de la proue,,, à la position géographique de 36° 50′ N, 18° 10′ E (ou 37° 10′ N, 18° 10′ E).
Les survivants (parmi lesquels se trouve également le commandant Tagliamonte, ramené à la surface par une bulle d'air) sont récupérés par le Euro lui-même et le Maestrale.
Au total, le Libeccio avait effectué 59 missions de guerre (8 avec des forces de combat, 2 poses de mines, 2 luttes anti-sous-marins, 8 escortes de convois, 4 formations et 35 transferts ou autres), couvrant 20 987 milles nautiques (38 868 km) et passant 142 jours en mission. C'est la première unité de classe Maestrale perdue pendant la guerre.

### Commandement
Commandants
- Capitaine de frégate (capitano di fregata) Enrico Simola (né à Sassari le 24 juin 1898) (10 juin 1940 - août 1941)
- Capitaine de frégate (capitano di fregata) Corrado Tagliamonte (né à Noto le 1er novembre 1900) (août - 9 novembre 1941)